# Nuoto ai campionati europei di nuoto 2022 - 1500 metri stile libero femminili
La gara dei 1 500 metri stile libero femminile dei campionati europei di nuoto 2022 si è svolta il 14 e il 15 agosto 2022. Al mattino del 14 agosto si sono svolte le batterie, mentre la finale si è disputata nel pomeriggio del 15 agosto.

## Podio
| Pos.    | Atleta                     | Nazione  |
| ------- | -------------------------- | -------- |
| Oro     | Simona Quadarella          | Italia   |
| Argento | Viktória Mihályvári-Farkas | Ungheria |
| Bronzo  | Martina Rita Caramignoli   | Italia   |

## Record
Prima della manifestazione il record del mondo (RM), il record europeo (EU) e il record dei campionati (RC) erano i seguenti.
|  | 15'20"48 | Katie Ledecky  | 16 maggio 2018 Indianapolis |
|  | 15'38"88 | Lotte Friis    | 30 luglio 2013 Barcellona   |
|  | 15'50"22 | Boglárka Kapás | 21 maggio 2016 Londra       |

Durante la competizione non sono stati migliorati record.

## Risultati

### Batterie
| Pos. | Batteria | Corsia | Atleta                     | Nazionalità | Tempo    | Note |
| ---- | -------- | ------ | -------------------------- | ----------- | -------- | ---- |
| 1    | 3        | 4      | Simona Quadarella          | Italia      | 16'05"61 | Q    |
| 2    | 3        | 5      | Viktória Mihályvári-Farkas | Ungheria    | 16'09"87 | Q    |
| 3    | 3        | 3      | Tamila Holub               | Portogallo  | 16'24"03 | Q    |
| 4    | 2        | 5      | Martina Rita Caramignoli   | Italia      | 16'24"84 | Q    |
| 5    | 2        | 6      | Ángela Martínez            | Spagna      | 16'25"19 | Q    |
| 6    | 2        | 7      | Alisée Pisane              | Belgio      | 16'26"20 | Q    |
| 7    | 3        | 2      | Diana Durães               | Portogallo  | 16'29"03 | Q    |
| 8    | 3        | 6      | Paula Otero                | Spagna      | 16'30"78 | Q    |
| 9    | 3        | 1      | Paulina Piechota           | Polonia     | 16'31"59 |      |
| 10   | 2        | 2      | Bettina Fabian             | Ungheria    | 16'39"39 |      |
| 11   | 2        | 8      | Imani de Jong              | Paesi Bassi | 16'40"11 |      |
| 12   | 2        | 4      | Ajna Késely                | Ungheria    | 16'44"16 |      |
| 13   | 3        | 8      | Lucie Hanquet              | Francia     | 16'48"42 |      |
| 14   | 2        | 3      | Celine Rieder              | Germania    | 16'48"97 |      |
| 15   | 3        | 7      | Fabienne Wenske            | Germania    | 16'50"26 |      |
| 16   | 3        | 0      | Lara Seifert               | Germania    | 16'53"51 |      |
| 17   | 2        | 0      | Klara Tarasiewicz          | Polonia     | 16'53"87 |      |
| 18   | 2        | 1      | Duru Tanriverdi            | Romania     | 16'55"85 |      |
| 19   | 1        | 3      | Noemi Freimann             | Svizzera    | 17'03"51 |      |
| 20   | 1        | 5      | Thilda Häll                | Svezia      | 17'06"81 |      |
| 21   | 3        | 9      | Arianna Valloni            | San Marino  | 17'07"87 |      |
| 22   | 1        | 4      | Grace Hodgins              | Irlanda     | 17'25"04 |      |

### Finale
| Pos. | Corsia | Atleta                     | Nazionalità | Tempo    | Note |
| ---- | ------ | -------------------------- | ----------- | -------- | ---- |
|      | 4      | Simona Quadarella          | Italia      | 15'54"15 |      |
|      | 5      | Viktória Mihályvári-Farkas | Ungheria    | 16'02"15 |      |
|      | 6      | Martina Rita Caramignoli   | Italia      | 16'12"39 |      |
| 4    | 8      | Paula Otero                | Spagna      | 16'18"27 |      |
| 5    | 3      | Tamila Holub               | Portogallo  | 16'18"64 |      |
| 6    | 2      | Ángela Martínez            | Spagna      | 16'22"37 |      |
| 7    | 1      | Diana Durães               | Portogallo  | 16'26"53 |      |
| 8    | 7      | Alisée Pisane              | Belgio      | 16'37"34 |      |